# Katō Hiroyuki
Katō Hiroyuki (加藤 弘之?   5 de agosto de 1836 – 9 de febrero de 1916) fue un académico y un político japonés de la Era Meiji. Se unió al partido Rikken Seiyūkai y formó parte del Genrōin y de la Cámara de Pares y en 1900 el emperador le concedió el título de barón (danshaku) bajo el sistema de ennoblecimiento Kazoku. También pasó a formar parte del Consejo Privado del Emperador.

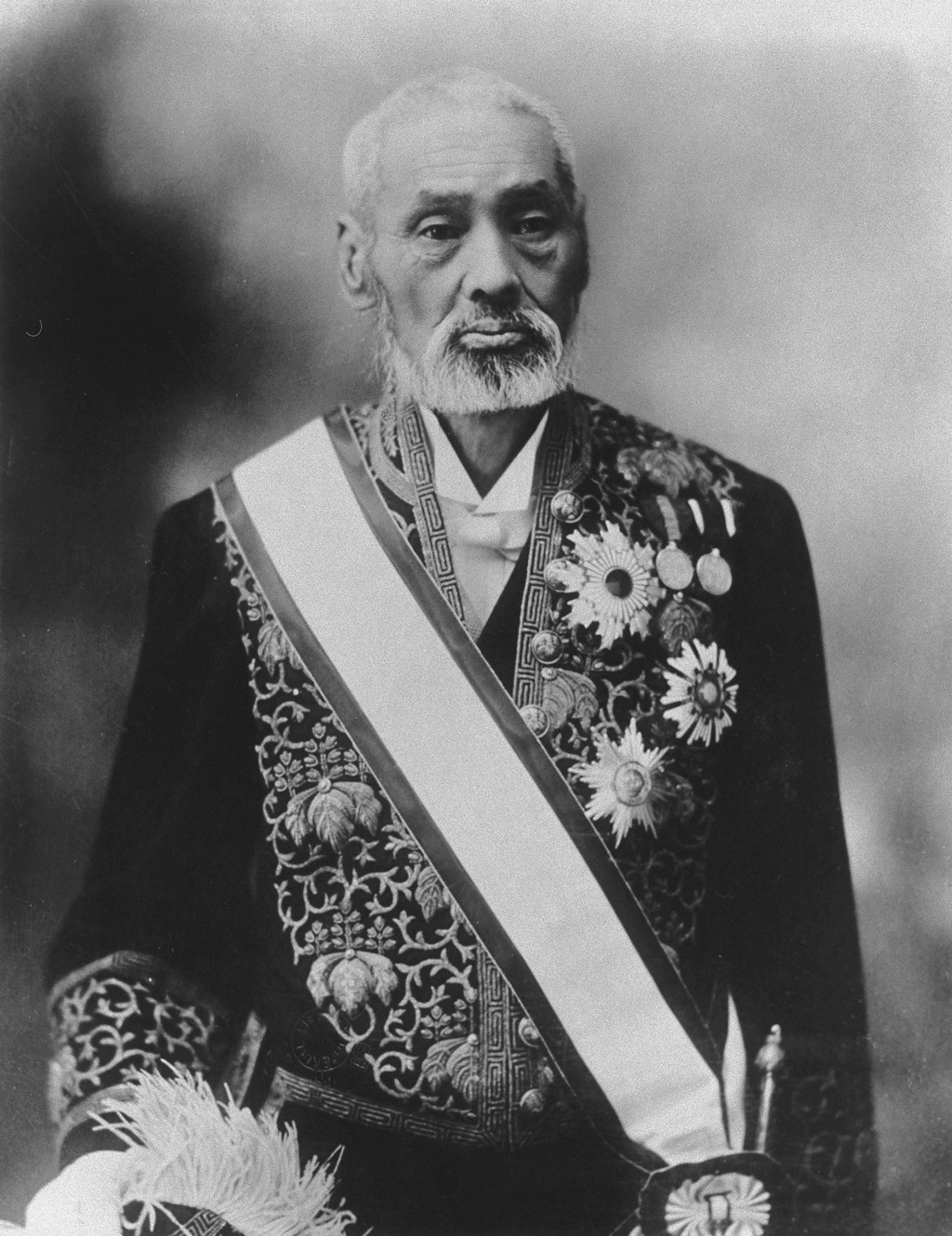
Kato Hiroyuki

Kato, como otros muchos pensadores japoneses de la Era Meiji, creyó que la mejor alternativa para Japón era un régimen de despotismo ilustrado, pues era el único que podría conseguir un Japón fuerte capaz de hacer frente al imperialismo de Occidente. Kato argumentaba que el régimen republicano ni siquiera había funcionado en sus países de origen, Francia y Estados Unidos. En la primera porque aún no se había conseguido alcanzar la estabilidad política, en los segundos porque se discriminaba a las minorías raciales, en particular los negros, los chinos y los nativos americanos, y porque seguía siendo un país «bárbaro» en lo artístico y lo intelectual. También señalaba que el gobierno federal norteamericano había aumentado su poder en detrimento de los Estados y de los ciudadanos precisamente para reforzar su papel en la escena internacional.